# Ozero Bezymjannoje
Ozero Bezymjannoje (ryska: Озеро Безымянное) är en sjö i Belarus.   Den ligger i voblasten Mahiljoŭs voblast, i den nordöstra delen av landet, 160 km öster om huvudstaden Minsk. Ozero Bezymjannoje ligger 185 meter över havet. Arean är 0,32 kvadratkilometer. Den sträcker sig 0,6 kilometer i nord-sydlig riktning, och 0,9 kilometer i öst-västlig riktning.
Trakten runt Ozero Bezymjannoje består till största delen av jordbruksmark. Runt Ozero Bezymjannoje är det ganska glesbefolkat, med 23 invånare per kvadratkilometer.